# Denys Prytschynenko
Denys Serhijowytsch Prytschynenko (ukrainisch Денис Сергійович Причиненко; * 17. Februar 1992 in Potsdam, Deutschland) ist ein ukrainischer Fußballspieler, der auch die deutsche Staatsbürgerschaft besitzt. Der Innenverteidiger steht beim belgischen Zweitdivisionär KMSK Deinze unter Vertrag.

## Karriere

### Vereine
Prytschynenko begann seine Karriere 2007 bei Energie Cottbus und wechselte 2008 in die Jugend von Tennis Borussia Berlin. Im Jahr 2009 ging er nach Schottland zu Heart of Midlothian. Mit der U19 des Vereins belegte er in der Spielzeit 2010/11 den zweiten Platz in der Meisterschaft. Prytschynenko wurde mit 14 Treffern bester Torschütze seines Teams und am Saisonende mit dem Nicholson Award als bester Spieler ausgezeichnet. 2011 rückte er zur ersten Mannschaft auf. Die Saison 2011/12 spielte Prytschynenko auf Leihbasis beim schottischen Zweitligisten Raith Rovers. Nach seiner Rückkehr absolvierte er am 31. März 2012 beim 3:0-Heimsieg gegen den FC Aberdeen sein erstes Spiel in der Scottish Premier League. Zur Saison 2013/14 wechselte Prytschynenko zum PFK Sewastopol in die Ukraine, das Heimatland seiner Eltern. Für den Verein kam er in der Spielzeit auf sieben Einsätze. Am Saisonende verließ er den Verein wieder und ging zum bulgarischen Erstligisten ZSKA Sofia.
Anfang Juli 2015 kehrte Prytschynenko nach Deutschland zurück und wechselte zum Zweitligisten 1. FC Union Berlin, bei dem er einen Vertrag mit einer Laufzeit bis zum 30. Juni 2017 unterschrieb. Nachdem er in der Hinrunde ohne Einsatz geblieben war, wurde sein Vertrag am 12. Januar 2016 mit sofortiger Wirkung aufgelöst.
Im März 2016 schloss sich Prytschynenko dem belgischen Zweitligisten Royal White Star Brüssel an. Bis Saisonende kam er sechsmal zum Einsatz. Sportlich wäre er mit dem Verein als Meister in die Division 1A aufgestiegen. Allerdings erhielt der Verein für die Folgesaison keine Lizenz für die Division 1A und 1B. Daher wechselte Prytschynenko zur Saison 2016/17 zum Drittligisten KFCO Beerschot Wilrijk, mit dem er zur Spielzeit 2017/18 erneut einen Aufstieg zurück in die Division 1B feiern konnte. Zur Saison 2020/21 stieg er mit dem inzwischen in K Beerschot VA umbenannten Verein in die Division 1A auf.
Nachdem ihm von Seiten des Vereins keine Verlängerung seines zum Ende der Saison 2020/21 auslaufenden Vertrages angeboten worden war, wechselte Prytschynenko zum Zweitligisten KMSK Deinze. In der Saison 2021/22 bestritt er 25 von 28 möglichen Ligaspielen mit einem Tor sowie zwei Pokalspiele mit ebenfalls einem Tor für Deinze.

### Nationalmannschaft
Prytschynenko absolvierte zwei Spiele für die U16-Auswahl des ukrainischen Fußballverbandes. Für die U17-Nationalmannschaft kam er dreimal zum Einsatz.

## Erfolge
Royal White Star Brüssel
- Meister der 2. Division: 2016

K Beerschot VA
- Aufstieg in die Division 1B: 2017
- Aufstieg in die Division 1A: 2020

## Persönliches Leben
Prytschynenko wurde als Sohn von Elena und Serhij Prytschynenko (* 1960) in Potsdam geboren. Sein Onkel Volodymyr (* 1960) und sein Cousin Stanislav (* 1991) waren bzw. sind wie sein Vater ebenfalls als Profifußballspieler aktiv. Denys Prytschynenko machte einen Bachelorabschluss in Business with Marketing und plant den Beginn eines Jurastudium.